# A.B.C-Zの1000本ノック
『A.B.C-Zの1000本ノック』（エービーシーズィーのせんぼんノック）は動画配信サービスParaviで2020年11月21日から配信されているバラエティ番組で、A.B.C-Zの冠番組。略称は『えびセン』。

## 概要
A.B.C-Zによるバラエティ番組。「プライドを捨てて、本気で汗をかくこと」をお題として与えられたA.B.C-Zが様々な企画に挑戦する。
番組タイトルである『A.B.C-Zの1000本ノック』はスタッフが考えてきた3つの案の中からA.B.C-Zが相談し、最終的には最年長メンバーの五関が決定した。略すことができる、ガチ感がある、といった理由から「エビセン」が選ばれた。
2020年11月21日から隔週土曜日の朝8:00から配信されている。配信時間に関しては12月12日～18日の間、Paraviの公式Twitterアカウントで視聴者アンケートが取られた結果、これまで通りの朝8:00からの配信となった。
OP映像やメインビジュアルはタイトルの1000本ノックから野球を意識したものになっている。このOPのメイキングは「お年玉特典映像」として1月2日配信のエピソードの最後で公開された。その他の特典映像としては3月27日配信のエピソードで「えび小屋　お泊まりでの未公開トーク」が公開されている。
同じくテレビ東京制作でA.B.C-Zの冠番組である『ABChanZoo』では2021年2月20日に「Paraviで冠番組やってますＳＰ」と題してメンバーが見どころを紹介する回が放送された。また『ABChanZOO』では本番組のCMも毎週流れている。
2022年5月21日配信分からは、A.B.C-Zが気ままに旅をする『えびたび』にリニューアルした。

## 配信企画
1つの企画をノック1本として数えている。

### えび小屋（A.B-GOYA）
奥多摩にある築年数不明のボロボロな古民家を自分たちの手でリノベーションして理想の別荘を作る。企画名の「えび小屋」は#10でメンバーの戸塚が古民家の名前を「えび小屋」と名付けたことに由来する。なお、戸塚が作った看板では「ABCZ Goyah」表記で「えび小屋」と読ませていた。企画名が正式についたのは後述の「えび銭湯」開始時であるため、企画が配信されていた当時、ファンの間では単に「えびセン」や「リノベ」、「古民家」と呼ばれていた。

#### 主な出演者
- A.B.C-Z（橋本良亮、戸塚祥太、河合郁人、五関晃一、塚田僚一）
- 川原岳秋、加藤進

リノベの達人。リノベ初心者のA.B.C-Zに作業や工具の使い方を教えるなどの協力をしてくれる。
- 竹内

本番組のAD。#2で五関と二人で古民家に残って掃除をしていたときの様子が話題になり、その後も度々、五関と作業をする様子が放送されている。

### えび銭湯
銭湯を舞台にA.B.C-Zとジャニーズタレントが素っ裸で本音ぶっちゃけトークを展開する。
初回のモザイクがギリギリ過ぎたため、#2の配信時からモザイクの上にロゴマークで隠されるようになった。
初回ゲストの2人が所属するふぉ〜ゆ〜曰く、「人前で裸になれる？」と聞かれて「いいですよ？」と答えたら仕事がもらえたとLINEのトークで明かしている。
初回では指示の書かれたボールが、#2ではトークテーマの書かれたボールが飛んできていたが、#3からこの演出はなくなっている。
出演者
- A.B.C-Z （2人）
- 現役ジャニーズタレント[5]（2人）

### えびスパ
えび小屋で体を張って頑張ってきた5人に癒しをプレゼント。しかし、施術を受けられるのはトークが良かった人のみ、というトーク企画。

### 自力旅
A.B.C-Zの“伝説”を作るべく、コンサート会場へ自力で移動する。
2021年10月13日に行われたA.B.C-Z主演舞台「ABC座 ジャニーズ伝説2021 at Imperial Theatre」の制作発表会見で河合から、会見後にスタッフなし、マネージャーなしの5人だけで当日夜6時開演の「A.B.C-Z 2021 But FanKey Tour」香川公演の会場まで自力で向かうことが発表された。都内を旅立った5人は新幹線とマリンライナーを乗り継ぎ、香川・レグザムホールへと向かったが、この弾丸旅企画のタイムスケジュールは同会見にて取材陣に公開された。
第2弾では2日後の10月15日に上野学園ホールで行われる広島公演に向けて、香川から広島に向かった。

## 配信リスト
えび小屋（A.B-GOYA）
| 回 | 配信日         | 配信内容                                                    | 出演者                                           |
| -- | -------------- | ----------------------------------------------------------- | ------------------------------------------------ |
| 1  | 2020年11月21日 | 「Paraviで何するの？」の巻                                  | A.B.C-Z                                          |
| 2  | 2020年12月05日 | 「3つに分かれる」の巻                                       | A.B.C-Z                                          |
| 3  | 2020年12月19日 | 「いっぱいリノベしちゃうぞ」の巻                            | A.B.C-Z                                          |
| 4  | 2021年01月02日 | 「ヌリヌリ ギコギコ」の巻                                   | 橋本、戸塚、五関、塚田(河合は特典映像のみ出演)   |
| 5  | 2021年01月16日 | 「床ガンバル」の巻                                          | 橋本、戸塚、五関                                 |
| 6  | 2021年01月30日 | 「はじめてのお泊まり♡」の巻〜前編〜                         | 橋本、戸塚、五関                                 |
| 7  | 2021年02月13日 | 「はじめてのお泊まり♡」の巻〜後編〜                         | 橋本、戸塚、五関（河合、塚田はテレビ電話で出演） |
| 8  | 2021年02月27日 | 「見た目アゲアゲ↑↑」の巻                                    | 橋本、戸塚、五関                                 |
| 9  | 2021年03月13日 | 「あのヤベー部屋ホントにやる!?」の巻                        | 橋本、五関、塚田                                 |
| 10 | 2021年03月27日 | 「じゅじゅじゅ重大発表!」の巻                               | A.B.C-Z                                          |
| 17 | 2021年07月03日 | 「ようこそえび小屋へ」ゲスト 浜中文一と寺西拓人の巻         | 橋本、戸塚、五関、塚田、浜中、寺西               |
| 18 | 2021年07月17日 | 「ようこそえび小屋へ」ゲスト 浜中文一と寺西拓人の巻 パート② | 橋本、戸塚、五関、浜中、寺西                     |
| 19 | 2021年07月31日 | 「続!ようこそえび小屋へ」ゲスト 室龍太と原嘉孝の巻          | 橋本、戸塚、五関、室、原                         |
| 20 | 2021年08月14日 | 「あの景色を独占しようぜ!」ゲスト 室龍太と原嘉孝の巻        | 橋本、戸塚、五関、室、原                         |
| 29 | 2022年01月01日 | 「今年は何をしようかな」の巻                                | A.B.C-Z                                          |

えび銭湯
| 回 | 配信日         | 配信内容                                     | 出演者     |
| -- | -------------- | -------------------------------------------- | ---------- |
| 11 | 2021年04月10日 | 初回ゲスト福田悠太と辰巳雄大(ふぉ〜ゆ〜)の巻 | 河合、塚田 |
| 12 | 2021年04月24日 | ゲスト浜中文一と室龍太の巻                   | 河合、五関 |
| 13 | 2021年05月08日 | ゲスト林翔太と原嘉孝の巻                     | 河合、戸塚 |
| 14 | 2021年05月22日 | ゲスト寺西拓人と高田翔の巻                   | 橋本、五関 |
| 15 | 2021年06月05日 | ゲスト冨岡健翔と松崎祐介の巻                 | 戸塚、塚田 |
| 16 | 2021年06月19日 | ゲストふぉ〜ゆ〜越岡裕貴と野澤祐樹の巻       | 戸塚、五関 |

えびスパ
| 回 | 配信日         | 配信内容                                 | 出演者                              |
| -- | -------------- | ---------------------------------------- | ----------------------------------- |
| 21 | 2021年08月28日 | えびスパ〜男が惚れる男の巻〜             | A.B.C-Z                             |
| 22 | 2021年09月11日 | えびスパ〜あの真相を告白の巻〜           | A.B.C-Z                             |
| 23 | 2021年10月09日 | えびスパ〜芸能界No.1〇〇の巻〜           | A.B.C-Z、鈴木拓（ドランクドラゴン） |
| 24 | 2021年10月23日 | えびスパ〜芸能人生で〇〇な出来事の巻〜   | A.B.C-Z、鈴木拓（ドランクドラゴン） |
| 30 | 2022年01月15日 | えびスパ〜10年後の理想の巻〜             | A.B.C-Z、ふぉ〜ゆ〜                 |
| 31 | 2022年01月29日 | えびスパ〜ジャニーズ人生No.1語録の巻〜   | A.B.C-Z、ふぉ〜ゆ〜                 |
| 32 | 2022年02月12日 | えびスパ〜お互いを褒めようの巻〜         | A.B.C-Z、鈴木拓（ドランクドラゴン） |
| 33 | 2022年02月26日 | えびスパ〜この後輩がスゴい！の巻〜       | A.B.C-Z、鈴木拓（ドランクドラゴン） |
| 34 | 2022年03月12日 | えびスパ〜僕の悩みを聞いてくださいの巻〜 | A.B.C-Z、小沢一敬（スピードワゴン） |
| 35 | 2022年03月26日 | えびスパ〜夏と君のうたの巻〜             | A.B.C-Z、小沢一敬（スピードワゴン） |

自力旅
| 回 | 配信日         | 配信内容                             | 出演者           |
| -- | -------------- | ------------------------------------ | ---------------- |
| 25 | 2021年11月06日 | コンサート会場へ自力旅in香川         | A.B.C-Z          |
| 26 | 2021年11月20日 | A.B.C-Z伝説第2章 自力旅広島編        | A.B.C-Z          |
| 27 | 2021年12月04日 | A.B.C-Z伝説第2章 自力旅広島編②       | 戸塚、河合、五関 |
| 28 | 2021年12月18日 | A.B.C-Z伝説第2章 自力旅広島編 最終回 | A.B.C-Z          |

えびたび
| 回 | 配信日         | 配信内容                                                       | 出演者  |
| -- | -------------- | -------------------------------------------------------------- | ------- |
| 36 | 2022年04月23日 | 「えびたび」始動＆ファンミーティング㊙映像SP                   | A.B.C-Z |
| 37 | 2022年05月07日 | 「えびたび」今後の企画決め！ファンのリクエストに応えちゃうぞSP | A.B.C-Z |

## 主なスタッフ
- 構成：木南広明、狩野孝彦
- CAM：小川正明
- 音声：小笹直樹
- 編集：村松千宏
- MA：東麻奈美
- 技術協力：GRAZIE、港家、テクノマックス
- 音効：古川直樹
- CG：榛葉大介
- コンテンツ：渡邊愛美
- 番宣：阪本裕美子
- 協力：ジャニーズ事務所
- デスク：黒澤結奈
- AD：竹内允人
- AP：橋本佳奈、細川真琴
- ディレクター：落岩将平、松木拓海、渡辺康史
- 演出：五島大徳
- プロデューサー：小野裕之→穂苅雄太(#21から)、高橋寛之
- 制作協力：ジーヤマ
- 製作著作：テレビ東京